# Museo Enzo Ferrari
Museo Enzo Ferrari är ett italienskt industrimuseum beläget i Modena, Emilia-Romagna.
Museet är ägnat åt  Ferraris grundare Enzo Ferraris liv och arbete.

## Utställningsföremål (urval)

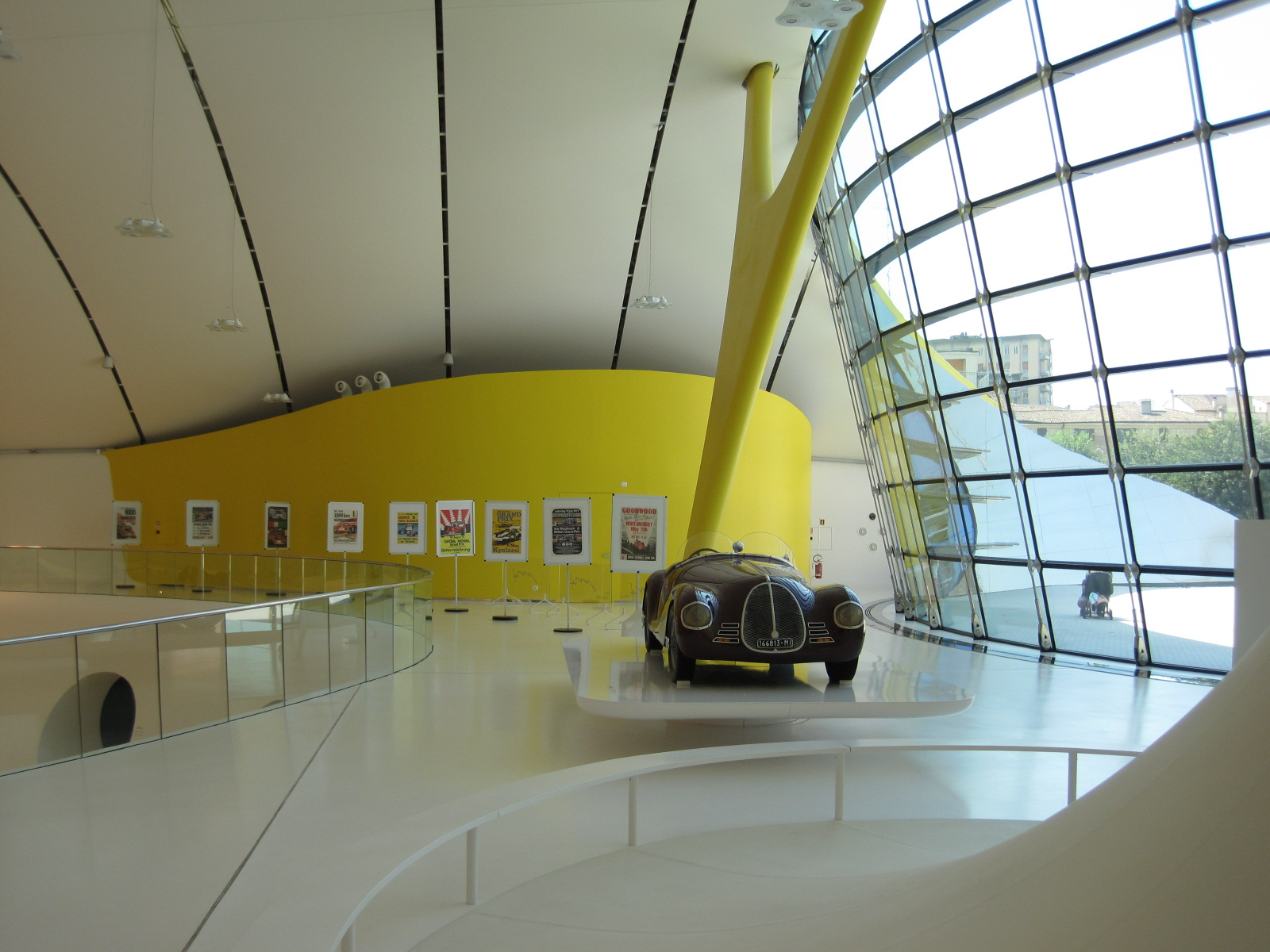
Interiör
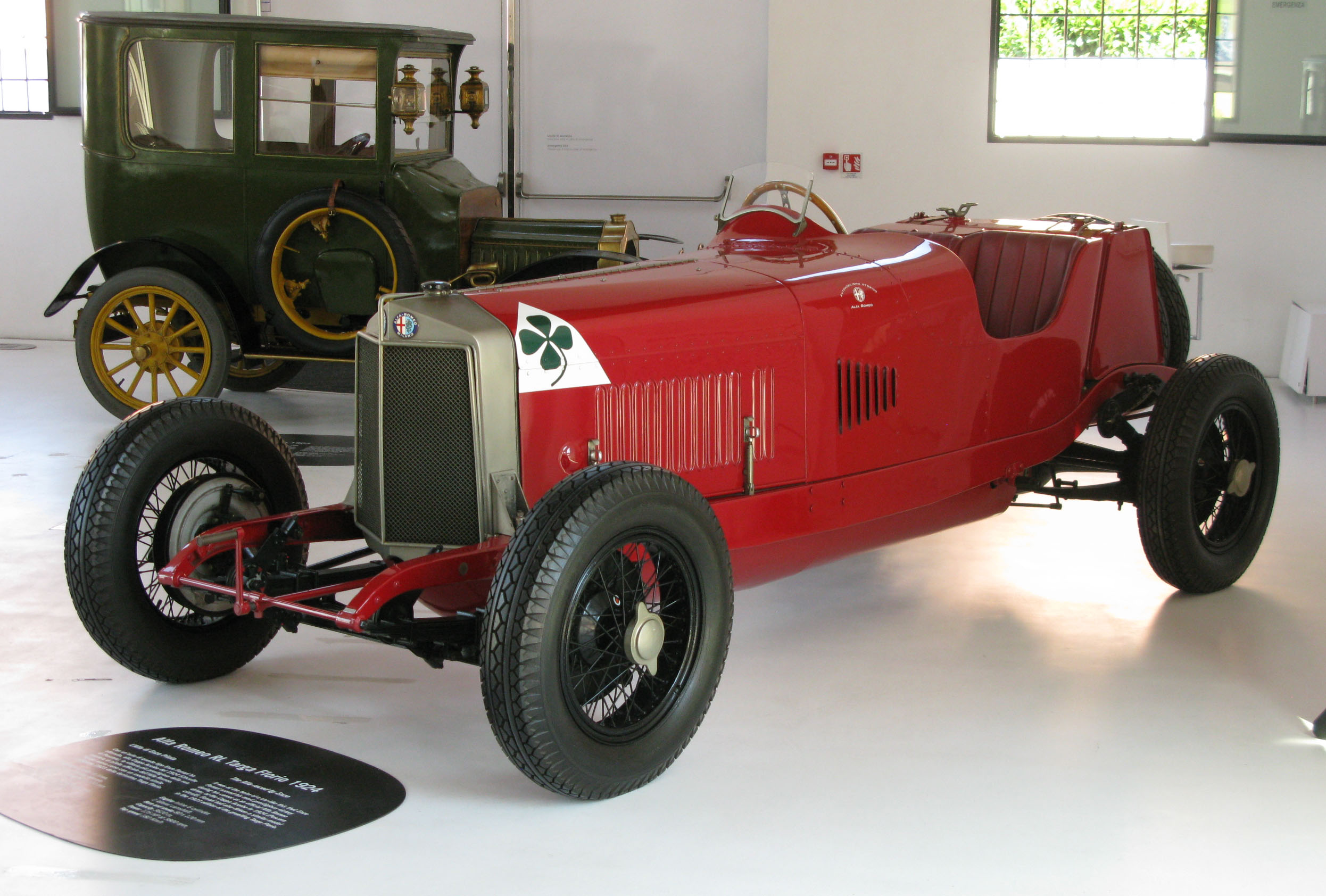
Alfa Romeo RL Targa Florio
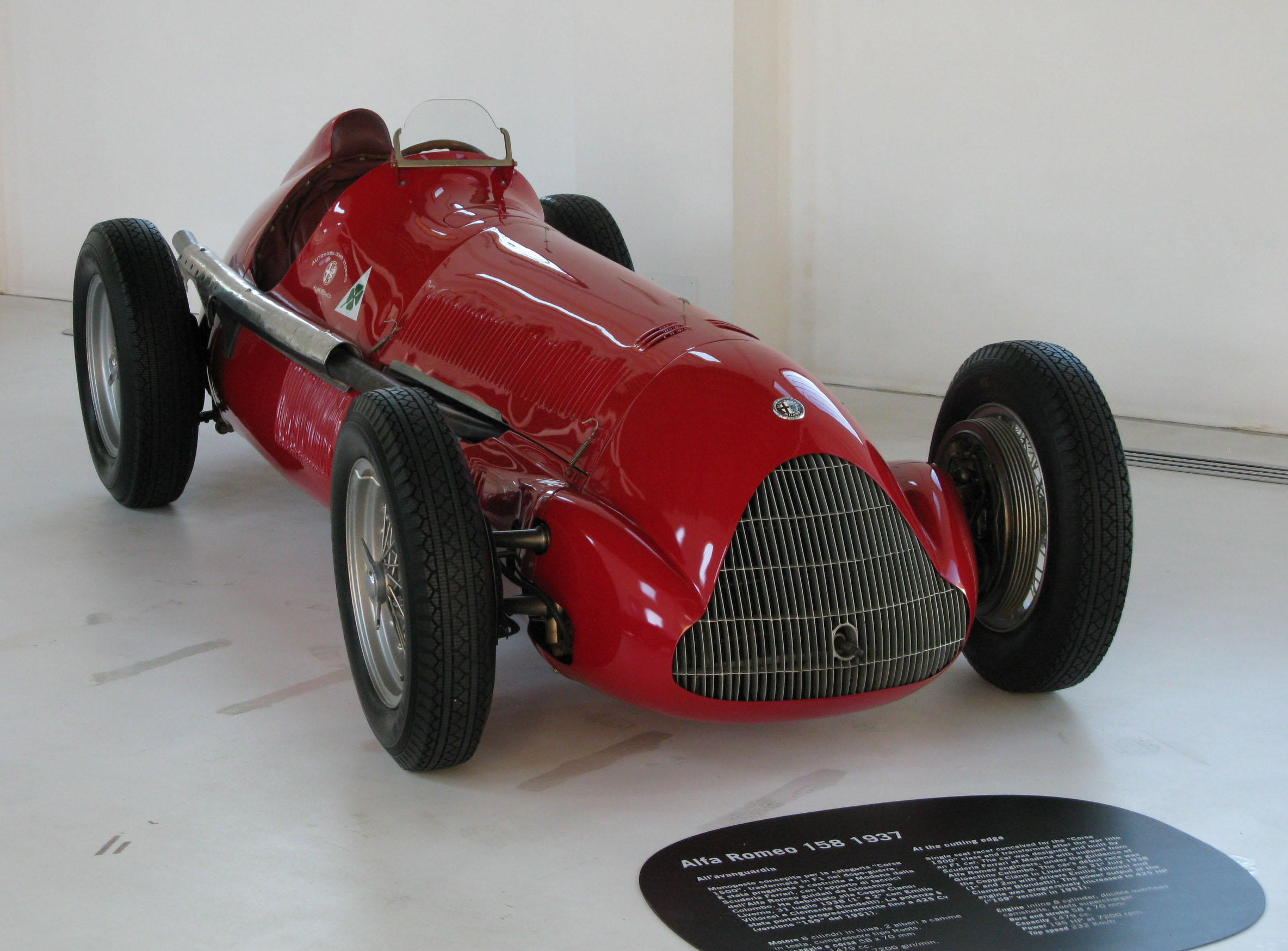
Alfa Romeo 158 Alfetta
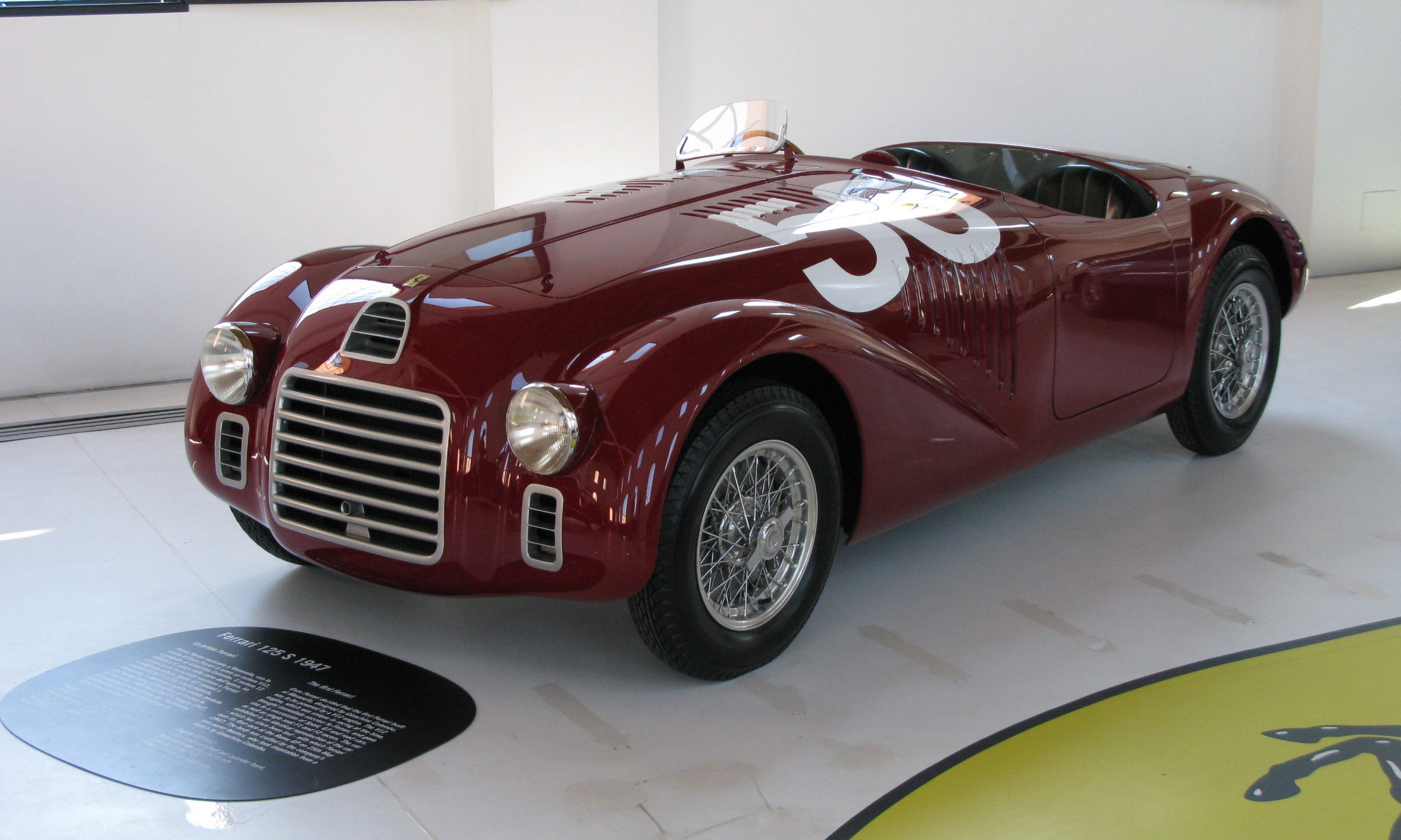
Ferrari 125 S
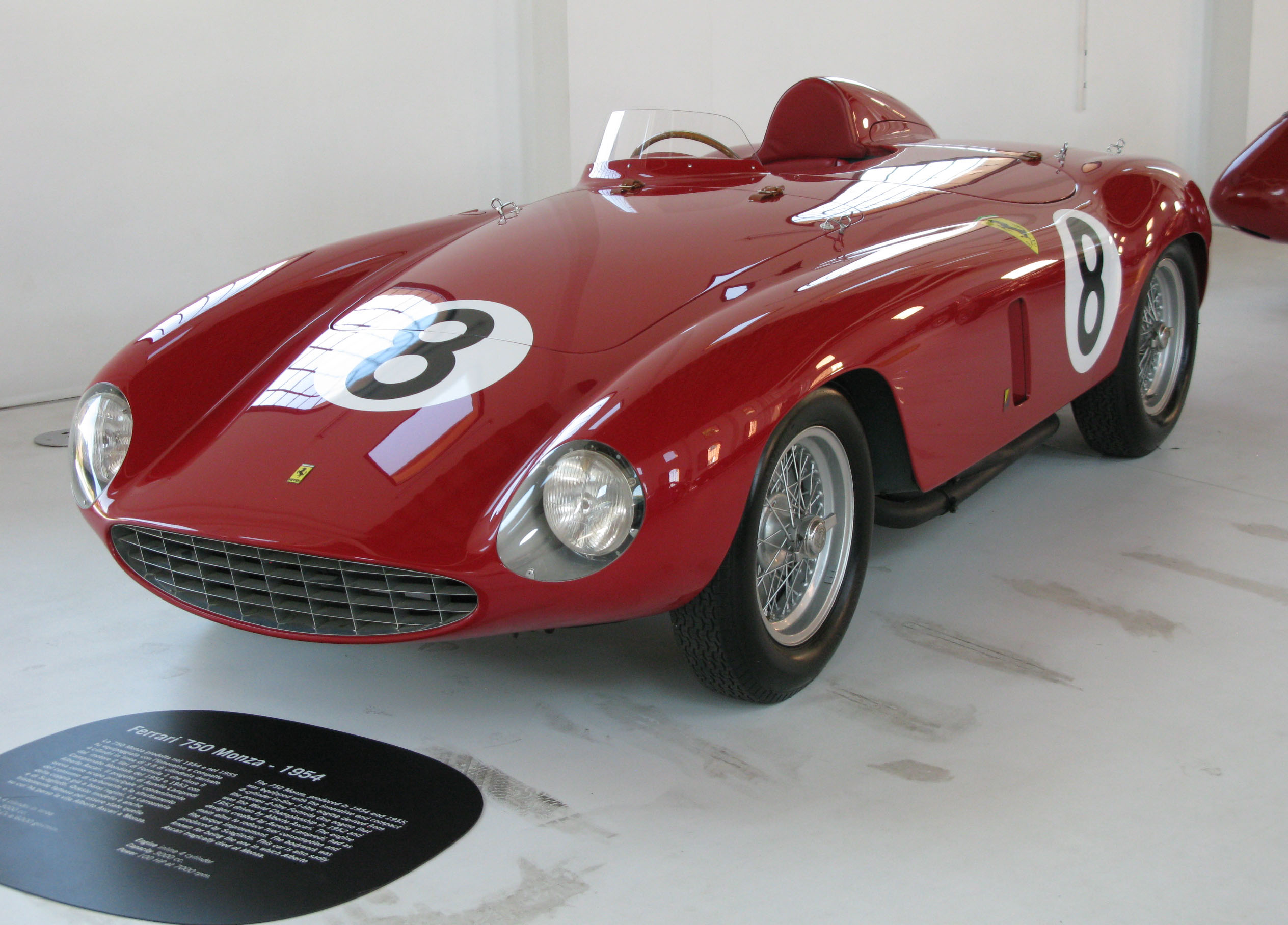
Ferrari 750 Monza